# Vacaciones de primavera

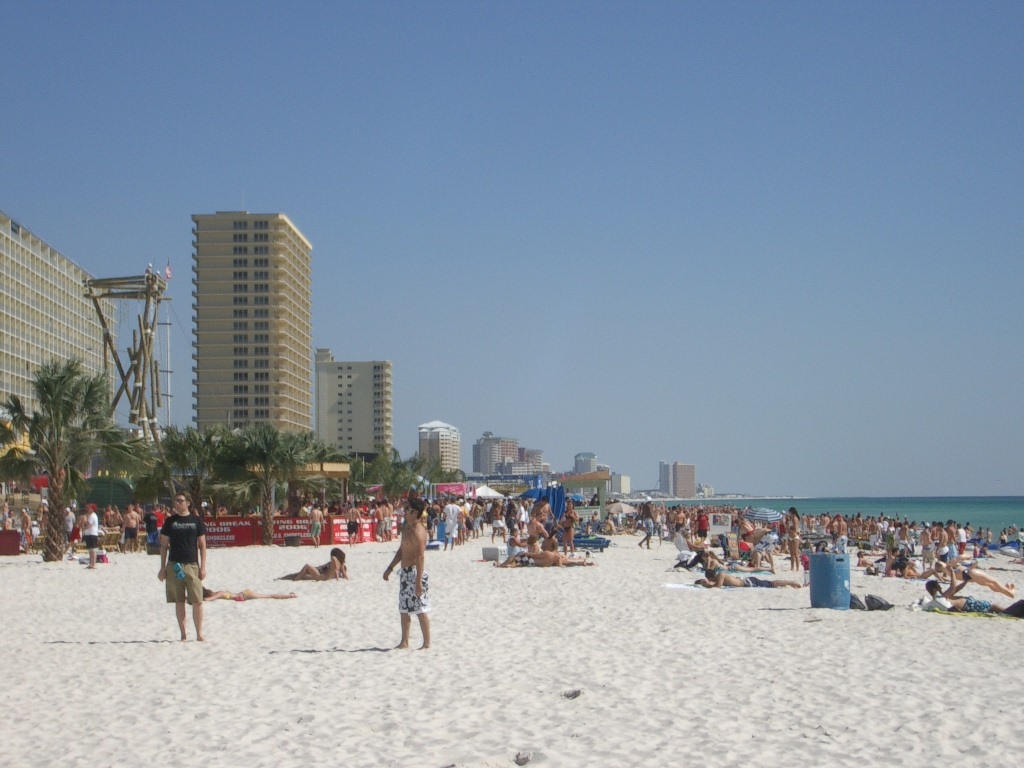
Vacaciones de primavera en Panama City Beach, Florida.

Spring break (Vacaciones de primavera  en castellano), también conocido como March break (vacaciones de marzo) o Reading week en algunas zonas de Canadá, es una fiesta de una semana de estudiantes que da comienzo en los primeros días de primavera. Lo celebran los estudiantes de universidades y colegios de Estados Unidos, México, Japón, Taiwán, Corea del Sur, China y Canadá, entre otros países más, y dependiendo del país o región puede incluir el período del año conocido como Cuaresma o Semana Santa.

## Tiempo del año
En Estados Unidos, las vacaciones de primavera pueden comenzar desde finales de febrero hasta los últimos días de abril, aunque en muchos distritos escolares se programan para alguna semana de marzo. Cuando coinciden con la tercera o cuarta semana de ese mes, algunos centros las denominan March break (vacaciones de marzo), mientras que otros emplean el término Spring recess (receso de primavera). Muchas instituciones de educación secundaria sincronizan estas vacaciones con las festividades de Pascua y Pésaj, lo que puede trasladarlas a inicios o mediados de abril. En el estado de Nueva York, la mayoría de los estudiantes disfrutan este receso durante el mes de abril.
En Canadá, la mayoría de las provincias fijan el receso en marzo para estudiantes de primaria y secundaria. Las fechas varían: en Ontario, Nueva Escocia y Columbia Británica suele comenzar en la segunda o tercera semana de marzo, mientras que en Alberta se programa generalmente para la última semana de marzo. En algunas jurisdicciones se denomina Easter break (receso de Pascua) o Easter holidays (vacaciones de Pascua), programándose para la semana anterior o posterior a Pascua, lo que puede trasladar su inicio a abril. En varias universidades canadienses existe un receso similar llamado Reading week (semana de lectura), que se celebra a finales de febrero o principios de marzo, con el objetivo de que los estudiantes avancen en sus estudios.
En Japón, las vacaciones de primavera se inician con el final del año académico, a fines de marzo, y concluyen el 1 de abril con el comienzo del nuevo ciclo escolar.
En Chile, muchas escuelas y universidades realizan un receso a mediados de septiembre, coincidiendo con las celebraciones de las Fiestas Patrias. Al encontrarse en el Hemisferio sur, la primavera comienza hacia el final de esta semana, lo que genera un efecto similar al spring break estadounidense, aunque en una estación opuesta del calendario norteamericano.
En Colombia, el calendario escolar contempla dos semanas de receso: la Semana Santa (que, en términos de calendario, funciona como vacaciones de primavera) y la denominada "Semana de Octubre", que tiene lugar aproximadamente a mediados o finales de ese mes.

## Historia
Desde el final de la Segunda Guerra Mundial hasta los años 1980, Fort Lauderdale, Florida fue un importante destino de vacaciones de primavera para Estados Unidos. El 16 de marzo de 2006, el New York Times publicó que la reputación de Fort Lauderdale como destino de Spring break para los estudiantes comenzó cuando el equipo masculino de natación de Colgate University fueron de prácticas allí en 1935. Fort Lauderdale se volvió muy popular tras la película de 1960 Where the Boys Are.

## Prácticas comunes
La notoriedad de las vacaciones de primavera incluyen un incremento del alcohol y actividad sexual. Los residentes de Fort Lauderdale estuvieron muy molestos ante los daños producidos por los turistas, lo que hizo que el gobierno local declarara leyes prohibiendo las fiestas en 1985. Al mismo tiempo, la edad mínima para el consumo de alcohol fue promulgada en Estados Unidos. En Florida la edad mínima para beber es de 21 años, lo cual hizo que muchos estudiantes de vacaciones se marcharan fuera de Estados Unidos a celebrar las vacaciones de primavera. En 1989, el número de universitarios que iban a las fiestas cayó hasta 20.000, lejos de los 350.000 que fueron a Fort Lauderdale en los cuatro años anteriores.
Los seguidores de las fiestas se trasladaron a otra comunidad más permisiva del área de Daytona Beach (cerca de 200.000 estudiantes viajaron allí cada primavera para las vacaciones), pero el municipio de Daytona tomó medidas similares. La muchedumbre de la mitad de los años 90 y comienzos del 2000 tuvo que buscarse un sitio donde los estudiantes siguieran con la fiesta, unos pocos estudiantes seguían yendo pero los oficiales no estimaron que número de personas. Panama City Beach, Florida sigue siendo el destino popular para las vacaciones de primavera debido a su proximidad con la mayoría de universidades del sur. En Panamá City se da la bienvenida cada año a los turistas siendo ese un gran factor económico para la ciudad. South Padre Island es otro destino popular de vacaciones de primavera donde asisten estudiantes de las zonas centro-sur y medio-oeste del país.
Los principales destinos fuera de Estados Unidos incluyen Cancún, Cabo San Lucas, San Felipe, Rosarito, Acapulco, Barbados, Mazatlán, Puerto Peñasco, Puerto Vallarta, Jamaica y Bahamas. Las agencias de viajes no citan cuál es la edad mínima para beber en aquellos lugares, pero también está el hecho de que apenas se impone la edad mínima para consumir (en México es 18 años respecto a los 21 en su país de origen). Algunas compañías de viajes fletan vuelos chárter con descuentos.